# Star Eyes, Hamburg 1983
Albums par Lee Konitz
Tender Lee
(1998) Dialogues
(1998)
Albums par Martial Solal
Jazz 'n (e)motion
(1998) Balade du 10 mars
(1999)
Star Eyes, Hamburg 1983 est un album en duo du saxophoniste américain Lee Konitz et du pianiste de jazz français Martial Solal sorti en 1998 chez HatOLOGY.

## À propos de la musique
Le duo Konitz/Solal existe depuis 15 ans au moment de l'enregistrement de ce disque par la Norddeutscher Rundfunk, le 11 novembre 1983 au 8e New-Jazz-Festival à Fabrik à Hambourg.
Martial Solal explique les rapports dans le duo : « Lee Konitz et moi-même [avons] des univers différents, mais je les estime complémentaires. […] Il a don mélodique extraordinaire. Moi, de mon côté, je le soutiens par une espèce de background fait d'excitation, de stimulation, qui peut le faire sortir justement de ses gonds. Et lui a tendance a retenir mes excès ». Pour Art Lange, « Solal offre à Konitz la libération des contraintes », ce qui pousse le saxophoniste à explorer les registres extrêmes et les durées, dans un jeu qui offre un rare sentiment d'urgence.
Sur Body and Soul, Solal crée des textures presque orchestrales pendant que Konitz cherche des moyens de sortir du morceau sans s'en éloigner. Sur Cherokee, un classique du bebop, la sensibilité mélodique de Konitz transforme la mélodie sens dessus dessous. Solal s'empare de ce matériau, le structure, avant que Konitz l'emmène encore plus loin, avant de revenir à une version relativement classique du morceau.

## Réception critique
L'album est salué par la critique : The Penguin Guide to Jazz, All About Jazz,. Thom Jurek (AllMusic) est laudatif, expliquant que les deux musiciens se nourrissent mutuellement et ouvrent les possibilités qu'offrent chaque morceau. Pour lui, « il s'agit du meilleur enregistrement live de Lee Konitz ».

## Pistes
| No | Titre                 | Musique                                                 | Durée |
| -- | --------------------- | ------------------------------------------------------- | ----- |
| 1. | Just Friends          | John Klenner, Sam M. Lewis                              | 7:43  |
| 2. | Star Eyes             | Gene de Paul, Don Raye                                  | 7:12  |
| 3. | It's You              | Lee Konitz                                              | 6:22  |
| 4. | Body and Soul         | Edward Heyman, Robert Sour, Frank Eyton et Johnny Green | 9:02  |
| 5. | Subconscious Lee      | Lee Konitz                                              | 7:33  |
| 6. | Fluctuat Nec Margitur | Martial Solal                                           | 6:22  |
| 7. | April                 | Lee Konitz                                              | 7:18  |
| 8. | What's New            | Bob Haggart, Johnny Burke                               | 10:22 |
| 9. | Cherokee              | Ray Noble                                               | 5:45  |

## Musiciens
- Lee Konitz : saxophone alto
- Martial Solal : piano